# معركة حماة (605 ق.م)
كانت معركة حماة ، معركة بين البابليين والفارين من بقايا الجيش المصري المهزوم في معركة كركميش. دارت الحرب بالقرب من المدينة القديمة حماة على نهر العاصي.
في هذه المعركة، حطم نبوخذ نصر الثاني بقايا جيش نخاو الثاني الذي هزمه سابقًا في معركة كركميش. المعركة مذكورة في السجلات البابلية، والموجودة الآن في المتحف البريطاني. يذكر في سجلات الأحداث أن نبوخذ نصر قتل تقريبًا كل مقاتلي مصر، وكانوا منهكين لدرجة أنه لم يعد أحداً منهم إلى وطنه. لم تذكر سجلات الأيام نخاو الثاني ولا يذكر الكتاب المقدس سوى «جيش نخاو»، ومن المحتمل أن نخاو لم يكن موجودًا وأن الجيش المصري كان مجرد جيش حامية.